# لتمر (آیووا)
لتمر (به انگلیسی: Latimer) شهری در ایالت آیووا کشور ایالات متحده آمریکا است که جمعیت آن در سرشماری سال ۲۰۱۰ میلادی، ۵۰۷ نفر بوده‌است.